# Ferdynand Wawro
Ferdynand Zygmunt Wawro (ur. 30 lipca 1893 w Starym Zagórzu, zm. 23 kwietnia 1969 w Osielcu) – polski duchowny rzymskokatolicki, kapelan Wojska Polskiego.

## Życiorys
Ferdynand Wawro urodził się 30 lipca 1893 w Starym Zagórzu jako syn Franciszka. Przed 1914 podjął studia prawa.
Po wybuchu I wojny światowej wstąpił do Legionów Polskich. Otrzymał święcenia kapłańskie i został duchownym rzymskokatolickim. 21 marca 1921 ukończył studia w Wyższym Seminarium Duchownym w Krakowie. Zasiadał w zarządzie oddziału Związku Legionistów Polskich w Krakowie. W Wojsku Polskim został awansowany na stopień kapelana rezerwy ze starszeństwem z 1 stycznia 1927. Był wikariuszem w parafii Narodzenia św. Jana Chrzciciela w Choczni. 
W 1934 roku jako kapelan rezerwy powołany do służby czynnej został przeniesiony na stanowisko administratora parafii wojskowej Modlin. Decyzją Ministra Spraw Wojskowych z 1935 zostały zmienione jego imiona z Ferdynand na Ferdynand Zygmunt. Na stanowisku w Modlinie pozostał do wybuchu II wojny światowej. Jednocześnie był katechetą w liceum w Nowym Dworze Mazowieckim. W sierpniu 1939 roku został szefem służby duszpasterskiej 8 Dywizji Piechoty. Na tym stanowisku odbył kampanię wrześniową.
W Wojsku Polskim mianowany na stopień księdza pułkownika. Od 1939 do 1967 był proboszczem parafii św. Apostołów Filipa i Jakuba w Osielcu. W czasie jego urzędowania dokonano unowocześnienia kościoła. Zmarł 23 kwietnia 1969 w Osielcu.

## Odznaczenia
- Srebrny Krzyż Zasługi (1937, za zasługi na polu pracy kulturalno-oświatowej w wojsku)[16]
- Złoty Krzyż Zasługi (13 lipca 1938)[17]